# 番红砗磲
番红砗磲（学名：Tridacna crocea），又名圓硨磲蛤、鑿穴蛤，是鳥蛤目鳥蛤科砗磲亚科砗磲蛤属的一种。

## 分佈
主要分佈於新加坡、马来西亚、印度尼西亚、中国大陆、台湾，常生活在珊瑚块中。